# Arco (ARDM-5)
Pour les articles homonymes, voir Arco.
L' Arco (ARDM-5), est un quai de réparation auxiliaire moyen, un type de cale sèche flottante auxiliaire non automotrice de l'US Navy de classe ARDM-1,. 

## Historique

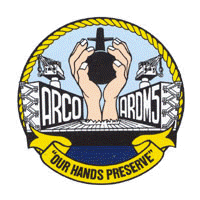
Badge de l'ARDM-5

Construit en 1983 par Vigor Shipyards à Seattle dans le État de Washington, et livré le 14 décembre 1984 l' ARDM-5 a été mis en service le 23 juin 1986 à la base navale de San Diego. Arco fournit des services de cale sèche pour les sous-marins à propulsion nucléaire navale de classe Los Angeles du Squadron Eleven de la flotte du Pacifique, ainsi que d'autres petites embarcations.

## Liste de la classe ARDM-1
| Nom            | N° coque | Statut                            | Note  |
| -------------- | -------- | --------------------------------- | ----- |
| USS Oak Ridge  | ARDM-1   | Hors service                      | [ 3 ] |
| USS Alamogordo | ARDM-2   | BAE Rio Orellana (DF-83) Équateur | [ 4 ] |
| USS Endurance  | ARDM-3   | Hors service                      | [ 5 ] |
| Shippingport   | ARDM-4   | En service                        | [ 6 ] |
| Arco           | ARDM-5   | En service                        | [ 7 ] |

## Décoration
- 4 Navy E Ribbon
- National Defense Service Medal

## Galerie
|                     |
| ARDM-5 en immersion |

|                      |
| USS Helena (SSN-725) |

### Liens connexes
- Liste des navires auxiliaires de l'United States Navy
- Base navale de San Diego
- Shippingport (ARDM-4)